# BB Gandanghari
BB (Bebe) Gandanghari es una actriz, cantante ocasional y modelo comercial filipina. Es la hermana de los actores Romel y Robin Padilla y de su hermana menor de Royette Padilla.
En enero de 2009, después de regresar de EE. UU., como transexual, cambió de nombre, tal como se la conoce como 'BeBe/BB Gandanghari.

## Filmografía

### Televisión
- Cool Center - GMA (2009–2010)
- SRO Cinemaserye: Rowena Joy - GMA (2009)
- Eva Fonda - ABS-CBN (2008) as Patty
- Super Inggo 1.5 - ABS-CBN (2007) como alter ego de Super Inday
- La Vendetta - GMA (2007) como Alfie Camba
- Aalog-Alog como Rust
- Komiks: Fun Haus como Ringa Master
- Pinoy Big Brother Celebrity Edition - ABS-CBN (2006)
- Wheel Of Fortune - ABC (2001)
- Saan Ka Man Naroroon - ABS-CBN (1999)
- Pintados - GMA (1999)
- GMA Love Stories - GMA (1996)
- Spotlight Drama Special - GMA (1994)
- GMA Telecine Specials - GMA (1993)
- 17 Bernard Club - ABC (1993)
- Valiente - ABS-CBN/GMA (1994)
- Lunch Date - GMA (1992)
- Davao, Ang Gintong Pag-Asa - RPN (1991)

### Películas
- Happy Hearts (2007)
- Zsa Zsa Zaturnnah, ze Moveeh (2006)
- Yamashita, the Tiger's Treasure (2001)
- Bilib Ako Sa'yo (1999)
- Ganito na akong Magmahal (1998)
- Bilang Na Ang Araw Mo (1996)
- Maruja (1996)
- The Jessica Alfaro Story (1995)
- Sana Dalawa ang Puso ko (1995)
- Hindi Magbabago (1994)
- Mistah (1994)
- Brat Pack (1994)
- Ikaw (1993)
- Gagay, Ang Prinsesa Ng Brownout (1993)
- Kapag Iginuhit ang Hatol ng Puso (1993)
- Hanggang Saan Hanggang Kailan (1993)
- Ngayon at Kailanman (1992)
- Narito ang Puso Ko (1992)
- Magnong Rehas (1992)

## Premios
- 1992 Premios Estrella PMPC para la televisión - Mejor nueva personalidad masculina de televisión.
- 2007 Gawad Urian Premio al Mejor Actor
- 2009 Premios Kidlat Fundación Nacional de host